# Martin Kirigin
Martin (Josip) Kirigin (Mirca, 14. prosinca 1908. – Tkon, 7. studenoga 2001.), bio je hrvatski katolički svećenik iz reda benediktinaca, liturgičar i prevoditelj. 

## Životopis
Završio je nadbiskupsku klasičnu gimnaziju u Splitu 1926. te je maturirao u tamošnjoj Državnoj gimnaziji. Filozofsko-teološki studij pohađao je na Teološkom fakultetu u Ljubljani. Za svećenika je zaređen 1931. godine. Službovao je kao kapelan i vjeroučitelj u Hvaru. Godine 1934. pokrenuo je prvi hrvatski liturgijski časopis „Život s Crkvom”. Godine 1938. stupa u benediktinski samostan Emaus u Pragu. Nakon progona benediktinaca za vrijeme Dugog svjetskog rata, odlazi 1942. godine u Rim. Na Papinskom institutu za kršćansku arheologiju polazio je poslijediplomski studij te je doktorirao 1944. godine tezom „La mano divina nell’iconografia cristiana”. Nakon rata se vratio u Prag gdje je ostao do 1947. kada su komunističke vlasti zatvorile samostan Emaus.
Zatim odlazi u Maribor gdje je obnovio benediktinski priorat. Od 1948. odlazi u Opatiju u napušteni samostan benediktinaca olivetanaca. Predavao je na Visokoj teološkoj školi u Rijeci od 1948. patrologiju i kršćansku arheologiju. Godine 1965. odlazi u benediktinski samostan sv. Kuzme i Damjana na Ćokovcu, gdje je ostao do smrti.

## Djela
- „Dva stola” (1–5; Ćokovac - Tkon, 1970.–1971.)
- „Pomolimo se” (Tkon - Ćokovac, 1992.)
- „Po Kristu, amen” (Tkon, 1993)[1]

### Prijevodi
- „Sveti Benedikt, lik i značenje” – Ildefons Herwegen (Zadar, 1969.)
- „Rasprava o starozavjetnim otajstvima” – Hilarije iz Poitiersa (Zadar, 1969.)
- „Sveti Josip” – Jean Galot (Tkon - Ćokovac, 1976.)
- „Isus osloboditelj, soteriologija” – Jean Galot (Đakovo, 1997.)
- „Kristom zahvaćeni” – Andrea Mariano Magrassi (Ćokovac, 1978.)
- „Život sv. Benedikta, zaštitnika Evrope” – Anselmo Lentini (Rijeka, 1980.)
- „Marija – žena naših dana” – Antonio Bello (Split, 1994.)
- „Sveti znakovi” – Romano Guardini (Split, 1998.², 2000.³)[1]

### Članci
- Ćošković, Pejo. 2009. Kirigin, Martin. Hrvatski biografski leksikon. Zagreb.  journal zahtijeva |journal= (pomoć)